# マリア・カチンスカ

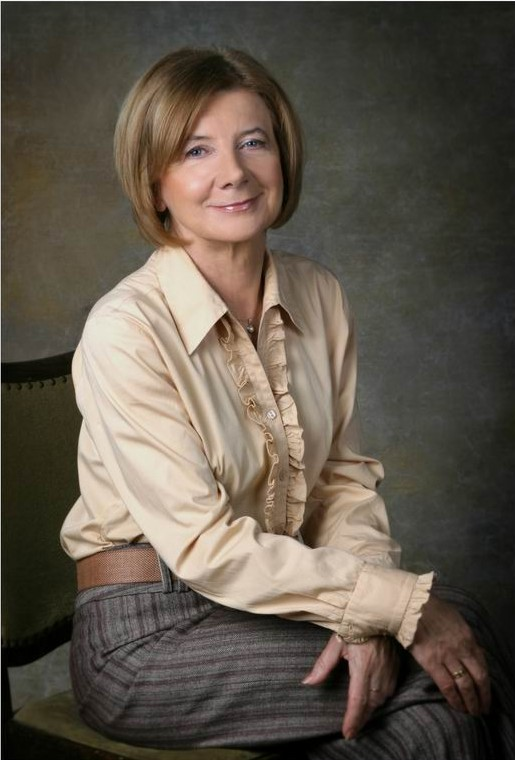
マリア・カチンスカ

マリア・カチンスカ（ポーランド語: Maria Helena Kaczyńska、1942年8月21日 - 2010年4月10日）は、2005年から2010年までのポーランド大統領レフ・カチンスキの妻で、ポーランドのファーストレディであった人物。

## 生い立ち
Maria Helena Mackiewiczという名前で、現在はベラルーシに当たるMachowoの村で、LidiaとCzesławの間に生まれた。父はヴィリニュスで国内軍と戦い、伯父はポーランド第二軍と戦った。もう一人の伯父ヴワディスワフ・アンデルスは、モンテ・カッシーノの戦いにおいて、カティンの森事件でソビエト連邦内務人民委員部に殺害された。
マリア・カチンスカはポーランド南部のRabka-Zdrojで小中学校に通い、現在のグダニスク大学で交通経済やソポトの対外貿易について学んだ。1966年に卒業すると、カチンスカはグダニスクの海洋研究所に勤め、1976年にレフ・カチンスキと出会った。二人は1978年に結婚し、1980年6月に1人娘のMartaを儲けた。カチンスカは母語のポーランド語の他に、英語、フランス語に堪能であり、スペイン語、ロシア語も話すことができる。

## 事故死
2010年4月10日10:56MSD（06:56UTC）、カチンスカと夫であるポーランドのレフ・カチンスキ大統領は、ポーランド空軍のTu-154に搭乗中、スモレンスク空港への着陸失敗の事故に巻き込まれて死亡した。カチンスカらを含め、89名の乗客と7名の乗員全員がこの事故で死亡した。
カチンスキ夫妻は数人の上院議員とともに、数千人のポーランドの軍人がソビエト連邦の秘密警察に殺害された第二次世界大戦のカティンの森事件の70周年慰霊祭に出席するところであった。
彼女は同年4月18日に、夫の隣に並べられてヴァヴェル大聖堂に葬られた。

## 備考
Tu-154の飛行の際のパスポートには、誕生日は1943年8月21日と記載されているといくつかのメディアで報じられている。